# بلازوميسين
بلازوميسين (بالإنجليزية: Plazomicin)‏ ، هو مضاد حيوي أمينوغليكوزيد يستخدم لعلاج التهابات المسالك البولية المعقدة.  يتم إعطاؤه عن طريق الحقن في الوريد. تشمل الآثار الجانبية الشائعة مشاكل الكلى والإسهال والغثيان وتغيرات ضغط الدم.  تشمل الآثار الجانبية الشديدة الأخرى فقدان السمع، والإسهال المرتبط بالكلوستريديوم العسيرة ، الحساسية ، وضعف العضلات. الاستخدام أثناء الحمل قد يضر الطفل. يعمل البلازوميسين عن طريق تقليل قدرة البكتيريا على تكوين البروتين.
تمت الموافقة على بلازوميسين للاستخدام الطبي في الولايات المتحدة في عام 2018.   إنه مدرج في قائمة منظمة الصحة العالمية للأدوية الأساسية . 

## الاستخدامات الطبية
بعض الدراسات تبين أن بلازوميسين كانت فعالة في علاج المسالك البولية المعقدة التي إما قد فشلت في الاستجابة للأدوية الأخرى.  
ويستخدم بلازوميسين في علاج عدوي المسالك البولية المعقدة والنجمة عن الإشريكية القولونية ، الكلبسيلة الرئوية ، المتقلبة الرائعة ، أو الأمعائية المذرقية زمدري هو حقنة في الوريد ، تُعطى مرة واحدة يوميًا.     
تم تطوير العقار بواسطة شركة أشاوغن للتكنولوجيالك البولية المعقدة وخيارات العلاج البديلة المحدودة أو المعدومة في عام 2018.   

## أستخراج
يتم اشتقاقه من السيسوميسين عن طريق إلحاق بديل حمض الهيدروكسي أمينوبوتيريك في الموضع 1 وبديل هيدروكسي إيثيل في الموضع 6 .  

## الأسماء
بلازوميسين هو الاسم الدولي غير المسجل الملكية (INN). 

## الروابط الخارجية
- "بلازوميسين". بوابة المعلومات الدوائية. المكتبة الوطنية الأمريكية للطب. مؤرشف من الأصل في 2020-11-27.
- "كبريتات البلازوميسين". بوابة المعلومات الدوائية. المكتبة الوطنية الأمريكية للطب. مؤرشف من الأصل في 2021-04-03.